# محمد حمادة (رباع فلسطيني)
محمد خميس حيدر حمادة (وُلد في 14 مارس 2002 في غزة) هو أوّل رباع فلسطين يمثل فلسطين في أولمبياد طوكيو 2020، وهو بطل فلسطين في رفع الأثقال.

## المنافسات
شارك حمادة في بطولة آسيا واحتلّ المركز السابع في أيار/ مايو عام 2021 وكذلك احتلّ المركز الثامن عالميًا في رفع الأثقال، في بطولة أوزبكستان العالمية، حين رفع 141 كيلوغرامًا و171 في النطر بمجموع 312 في الرفعتين. وشارك في ست مباريات تأهيلية على مستوى العالم.